# Johann Bach (Geistlicher)
Johann Bach (* 1884 in Dudnikowo im Gouvernement Jekaterinoslaw; † nach 1938 in der Verbannung) war ein deutsch-russischer römisch-katholischer Geistlicher und Märtyrer. 

## Leben
Johann Bach stammte aus einer schwarzmeerdeutschen Familie. Er studierte Theologie am Priesterseminar Saratow und wurde 1910 zum Priester geweiht. Von 1910 bis 1914 war er im Bistum Tiraspol Pfarradministrator in Karlsruhe (heute: Stepowe). Dann wurde er Pfarrer in Schönfeld (Sofijiwka), später Dekan in Neu-Kandel (Kutschurhan). Im Rahmen des sowjetischen Staatsterrors der 1930er Jahre wurde er am 17. Oktober 1935 festgenommen, zu 8 Jahren Haft verurteilt und 1938 in ein Lager gebracht. Seitdem ist er verschollen.

## Gedenken
Die Römisch-katholische Kirche in Deutschland nahm Pfarrer Johann Bach als Märtyrer in das deutsche Martyrologium des 20. Jahrhunderts auf.